# Малюр білоплечий
Малюр білоплечий (Malurus alboscapulatus) — вид горобцеподібних птахів з родини малюрових.

## Поширення
Ендемік Нової Гвінеї. Поширений майже на всій території острова, у різноманітних середовищах проживання.